# Natalja Achrimenková
Natalja Achrimenková (12. května 1955 – 10. března 2025) byla sovětská atletka, halová mistryně Evropy ve vrhu koulí.

## Sportovní kariéra
Dvakrát startovala na olympiádě – v roce 1980 i 1988 obsadila v soutěži koulařek sedmé místo. Při startu na mistrovství Evropy v roce 1986 získala bronzovou medaili. V následující sezóně se stala halovou mistryní Evropy v této disciplíně.